# 戌角柾
戌角 柾（いぬずみ まさき、11月8日 - ）は、日本のイラストレーター。その他にゲームの原画、キャラクターデザインを担当する。2013年には挿絵を担当した『勇者になれなかった俺はしぶしぶ就職を決意しました。』のアニメ化が決定し、同年の10月から12月まで放送された。

## 作品リスト

### ライトノベル
- 九罰の悪魔召喚術
  - 著者：折口良乃
  - レーベル：『電撃文庫』
  - 出版社：アスキー・メディアワークス
  - 単行本：全4巻
- 勇者になれなかった俺はしぶしぶ就職を決意しました。[2]
  - 著者：左京潤
  - レーベル：『富士見ファンタジア文庫』
  - 出版社：富士見書房
  - 単行本：全10巻
- 女勇者が俺のクラスでぼっちになってる
  - 著者：門倉敬介
  - レーベル：『富士見ファンタジア文庫』
  - 出版社：富士見書房
  - 単行本：全1巻
- 剣聖の私がお前を好きだと?笑わせるな! 大大大好きなのだ!
  - 著者：秋月月日
  - レーベル：『富士見ファンタジア文庫』
  - 出版社：富士見書房
  - 単行本：全1巻

### 漫画
- 勇者になれなかった俺はしぶしぶ就職を決意しました。 ※キャラクター原案
  - 原作：左京潤、作画：森みさき
  - 連載：『月刊ドラゴンエイジ』
  - 出版社：富士見書房

- 勇しぶ。〜勇者になれなかった俺はしぶしぶ就職を決意しました。〜 ※キャラクター原案
  - 原作：左京潤、作画：柚木ガオ
  - 『ヤングガンガン』
  - 出版社：スクウェア・エニックス

### ゲーム原画
- ANGEL NAVIGATE（Aries、2009年）
- とらぶる@すぱいらる!（Aries、2011年）
- 俺の彼女のウラオモテ（Aries、2012年）
- ナイものねだりはもうお姉妹（Aries、2013年）
- スクランブル・ラバーズ（Aries、2014年）[3]
- タラレバ 〜as in What if stories〜、Aries、2016年）[4]